# Dommerby Kirke
Dommerby Kirke ligger i Dommerby Sogn der er et sogn i Skive Provsti (Viborg Stift). Sognet ligger i Skive Kommune.
Kirken består af skib og kor med apsis fra senromansk tid, og et senere tilbygget våbenhus mod nord. Kirken er opført af mursten med fladt loft, apsis har halvkuppelhvælv.
Den runde korbue er vistnok oprindelig. Kirken , især sydsiden, blev restaureret i 1880.
Altertavlen er fra 1858 med et maleri. Der er prædikestol fra 1751, og døbefont af granit.

## Eksterne kilder og henvisninger
- Dommerby Sogn i J.P. Trap: Kongeriget Danmark, udarbejdet af H. Weitemeyer (3. udgave, 4. bind 1901)
- Dommerby Kirke Arkiveret 13. december 2013 hos  Wayback Machine på KortTilKirken.dk

- Wikimedia Commons har flere filer relateret til Dommerby Kirke